# マンノ・ヴォルフ＝フェラーリ
マンノ・ヴォルフ＝フェラーリ（Manno Wolf-Ferrari、1911年9月5日 - 1994年4月17日）は、イタリアの指揮者。エルマンノ・ヴォルフ＝フェラーリの甥。
ヴェネツィアの生まれ。地元の音楽院とシエーナの音楽院で学び、ローマ歌劇場、フェニーチェ座、サン・カルロ劇場などイタリア国内の主要歌劇場、さらにバルセロナのリセウ大劇場をはじめとする国外の歌劇場にも客演を繰り返し、オペラ指揮者としての名声を得た。
ローマにて没。